# Serp grimpadora
Les serps grimpadores (Gonyosoma) són un gènere de colubrins. Solen fer de 70 a 141 mil·límetres.